# Gameleiras
Gameleiras är en kommun i Brasilien.   Den ligger i delstaten Minas Gerais, i den östra delen av landet, 500 km öster om huvudstaden Brasília. Antalet invånare är 5 139.
I omgivningarna runt Gameleiras växer huvudsakligen savannskog. Runt Gameleiras är det mycket glesbefolkat, med 2 invånare per kvadratkilometer.